# Contea di Ogemaw
La contea di Ogemaw, in inglese Ogemaw County, è una contea dello Stato del Michigan, negli Stati Uniti. La popolazione al censimento del 2000 era di 21 645 abitanti. Il capoluogo di contea è West Branch.